# Paraje pintoresco del Pinar de Abantos y Zona de La Herrería
El Paraje pintoresco del Pinar de Abantos y Zona de La Herrería es un espacio natural protegido de la Comunidad de Madrid, que se encuentra en los municipios de San Lorenzo de El Escorial y Santa María de la Alameda, en la vertiente meridional de la sierra de Guadarrama, a unos 50 km de la ciudad de Madrid. Fue constituido en 1961, según Real Decreto 2418, publicado en el Boletín Oficial del Estado, con fecha 7 de diciembre.
Ocupa una superficie de 1171 hectáreas, que se distribuyen por dos espacios contiguos, pero bien diferenciados: la montaña de Abantos y la finca histórica de La Herrería. Este espacio natural reúne importantes valores ecológicos, ya que alberga una relevante población de mariposas apolo e isabelina, dos especies que están protegidas por la Comunidad de Madrid. También presenta un gran interés paisajístico, como mirador del Monasterio de El Escorial.
Dentro de este enclave se halla el Centro de Educación Ambiental Arboreto Luis Ceballos que alberga una colección de árboles y arbustos autóctonos de la península ibérica y de las Islas Baleares y desempeña la función de centro de información del monte Abantos.

## Medio físico

### Geomorfología y litología

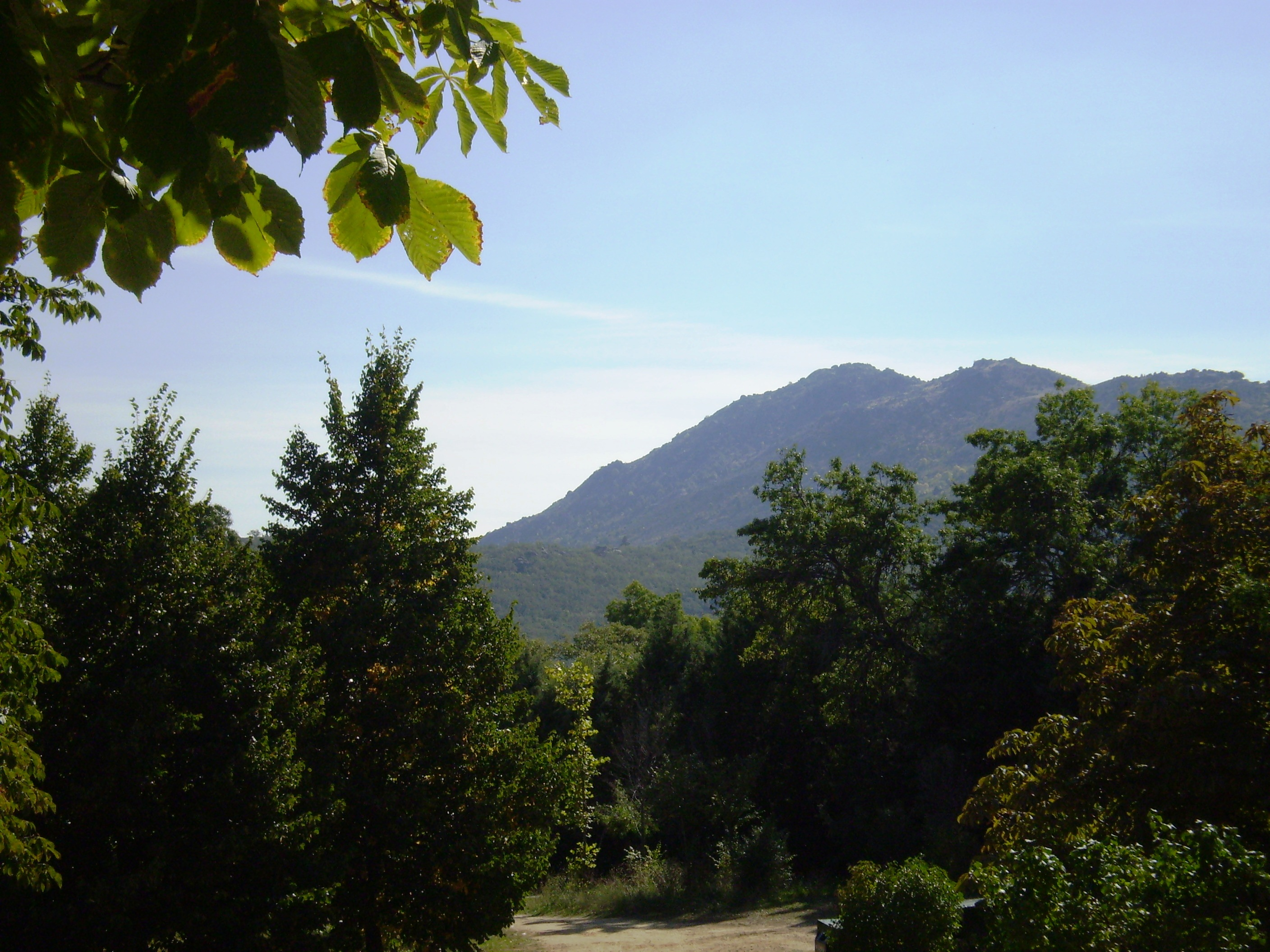
Área recreativa de La Herrería, próxima al Monasterio de El Escorial. Al fondo, Las Machotas.

Su relieve está configurado por grandes elevaciones levantadas alternándose con otros bloques hundidos (horst y graben). 
En cuanto a la litología podemos señalar la existencia de gneises de origen metamórfico predominantes en todo el monte Abantos, rocas graníticas que se encajaron en las anteriores a favor de las grandes fallas de dirección SO-NE, wolframio (oro negro) “mina de los Alemanes” en San Lorenzo de El Escorial y por último magnesita (existió una mina antaño en la zona).

### Historia geológica
En el Paleozoico medio (360 millones de años) se produce un plegamiento y metamorfismo de antiguos granitos y sedimentos originándose los gneises. 
Durante el Paleozoico superior (entre 290 y 250 m.a.) se fracturas esos materiales y en la fase final de esta era se produce la elevación general de toda la Cordillera. 
En el Mesozoico (entre 250 y 65 m.a.) se dan procesos de erosión y desmantelamiento del relieve. Se produce una importante transgresión marina,(puede que en aquel momento la sierra no fuese más que un islote poco elevado sobre el mar, a continuación irán formándose cuencas de sedimentación que recubren las llanuras con sedimentos que darán lugar a las calizas. (en los bordes de las sierras. 
En el Cenozoico o Terciario (entre 65 y 1,8 m.a.) se produce la Orogenia Alpina y por tanto se reactivan los procesos que provocan la elevación de la sierra y la compartimentación en bloques de la Meseta (fracturas y fallas que elevaron algunos bloques mientras que otros quedaron hundidos “relieve germánico”). 
Ya finalmente en el Cuaternario (hace 1,8 m.a. hasta hoy) se suceden procesos de glaciarismo que acabaría de modelar varios de los relieves actuales de la sierra con pequeños circos de tipo pirenaico.

### Unidades de relieve

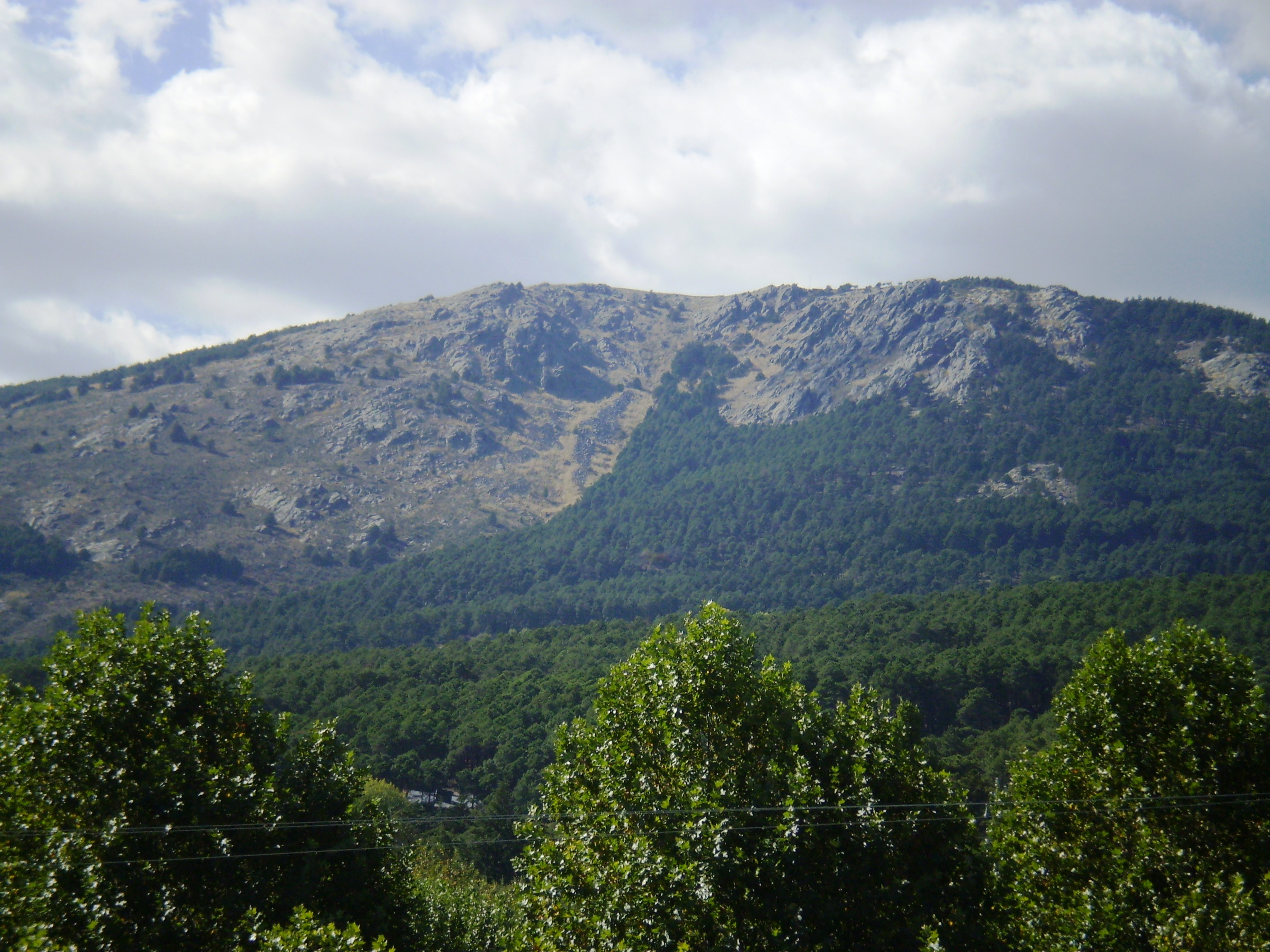
Pinares en el entorno del Monte Abantos.

Podemos diferenciar dos unidades de relieve en la zona. Por un lado la sierra y por otro la rampa o piedemonte. 
La sierra es de litología dispar con los siguientes materiales: esquistos, gneis, granito; y que no alcanza los 2000 m de altitud.
La rampa o piedemonte está conformada por una llanura desarrollada sobre la rampa basal granítica a partir del pico de Abantos (1753 m, de igual modo podemos apreciar una serie de depósitos gravitacionales de materiales erosionados en las zonas de sierra. En cuanto a los materiales diremos que son muy heterogéneos (fragmentos de rocas finos “limos y arcillas, gravas y arenas) lo cual da lugar a una baja compacidad del suelo.

### Clima
El clima de la zona se corresponde claramente con el clima mediterráneo-continental característico de la submeseta sur.
En él las precipitaciones mayores se dan en la sierra y existe una gradación muy marcada según descendemos en altura hacia la zona de cuenca. Las precipitaciones son superiores a los 1000 mm anuales en la zona de la sierra, en la zona de piedemonte sin embargo son entre 600 y 900 mm de media anual. Además son irregulares a grandes rasgos con carácter anual e interanual. El máximo pluviométrico se recoge en noviembre y uno secundario en abril. En enero y febrero se da un mínimo relativo por la presencia de períodos anticiclónicos pero de poca importancia debido a que hay una mayor humedad a lo largo del año. Y el mínimo relacionado con la sequía estival en esta zona no es tan reseñable como en las zonas de vega y campiña de la Comunidad de Madrid. Por último en cuanto a las precipitaciones en forma de nieve diremos que se recogen 75 días de nevada aproximadamente en las partes más altas y de 15 a 21 en la zona de piedemonte.
Las temperaturas reflejan el carácter continental meseteño de tal manera que a medida que ascendemos en altura estás disminuyen (gradiente térmico). Se produce además un marcado contraste térmico estacional y diario. La temperatura media anual en la zona de sierra es de 6 a 8 °C y la temperatura media anual en zona de rampa o piedemonte está comprendida entre 13 y 14 °C. Aquí las temperaturas no son tan extremas como en las zonas de la cuenca.

### Hidrografía
La zona es rica en arroyos pertenecientes a dos vertientes del río Guadarrama:
- Por un lado la zona del Valle de los Caídos.
- Y por otro la cuenca del río Aulencia (afluente río Guadarrama).

Los cursos de agua de los ríos y arroyos poseen un régimen mixto correspondiente a ríos de montaña media pluvio-nival con mayor cauce hidrológico en marzo y abril por fusión de nieves, y con estiaje veraniego que se alarga hasta la entrada del otoño.
Arroyos dentro de la cuenca hidrográfica del río Aulencia: 
- Arroyo del Barrancón
- Arroyo de la Cruz
- Arroyo de las Cebadillas
- Arroyo del Batán (donde desembocan los siguientes: arroyo de la Barranquilla, arroyo del Romeral, arroyo del arca del Helechal, arroyo de los Castaños, arroyo del Avispero, arroyo de la Torrecilla, arroyo del Valle)
- Río Aulencia que atraviesa en sentido O-E la Herrería. En su curso se forma el embalse de Valmayor.

Arroyos dentro de la cuenca hidrográfica del Valle de los Caídos: 
- Arroyo de la Pontezuela
- Arroyo de los Morales
- Arroyo de Fuentevieja.

Por último existen una serie de presas características en la zona mandadas construir por Felipe II: 
- Presas de El Romeral
- Presa del Infante
- Presas del Batán.

### Edafología
Zona de la sierra: en ella encontramos sustratos silíceos duros de granitos y gneis. Los suelos aquí se asientan sobre fuertes pendientes que acentúan los procesos erosivos. Presentan además texturas ligeras que van desde la arenosa gruesa hasta la franco-arenosa, dando lugar a suelos compactos. Ejemplos: tierra parda (inceptisol) y Haploxeralfs (de colores pardos con poca materia orgánica).
Rampa: en ella se encuentran Xerochrepts que son suelos muy favorables para el desarrollo de la vegetación.

### Vegetación y ecosistemas
El entorno del paraje pintoresco ofrece gran variedad de ecosistemas muy característicos:
Bosque de ribera: aparece en los bordes del entramado del río Aulencia y sus arroyos. Sus ejemplares más característicos son los siguientes:
- bardaguera (Salix atrocinerea)
- saúcos (Sambucus nigra)
- fresnos (Fraxinus angustifolia)
- chopos (Populus nigra)
- majuelo (Crataegus monogyna)
- zarzas (Rubus ulmifolius)
- rosales silvestres (Rosa canina)
- endrinos (Prunus spinosa)

Fresneda: ocupa buena parte de la Herrería y algunas zonas de Abantos. En ella se refleja la actividad ganadera (adehesamiento) y sirvió antaño como reserva de madera de fresno, hojas y ramillas (forraje para el ganado) Ejemplar:
- fresno (Fraxinus angustifolia)

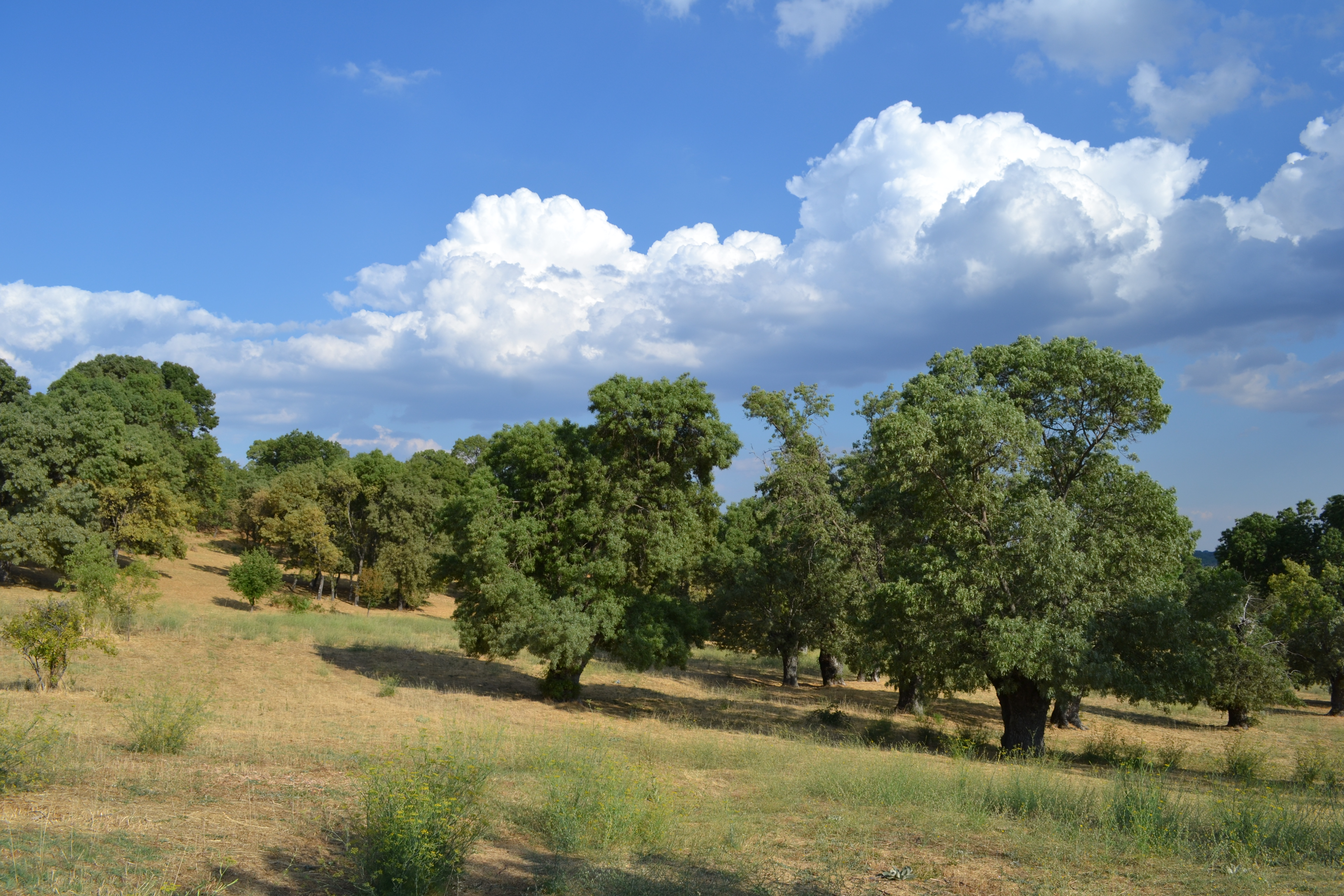
Zona de La Herrería

Encinar: se encuentra en zonas próximas a San Lorenzo de El Escorial. Estos poseen estructura adehesada (actividad agrícola-ganadera) y los ejemplares que en ellos se distinguen son los siguientes:
- encinas (Quercus ilex subsp. ballota):
- enebros de miera (Juniperus oxycedrus subsp. badia)
- jaras pringosas (Cistus ladanifer)
- cantuesos (Lavandula stoechas subsp. pedunculata)
- torviscos (Daphne gnidium)

Robledal: el roble es la vegetación potencial de la ladera de Abantos. Su ubicación comprende la zona del Bosque de la Herrería. Sus ejemplares característicos son:
- roble melojo (Quercus pyrenaica)
- fresno (Fraxinus angustifolia)
- arce de Montpellier (Acer monspessulanum)
- guillomo (Amelanchier ovalis)
- rosal silvestre (Rosa canina)
- endrino (Prunus spinosa)
- jara pringosa (Cistus ladanifer)
- jara estepa (Cistus laurifolius)
- madreselva (Lonicera periclymenum)
- majuelo (Crataegus monigyna)
- hiedra (Hedera helix)
- retama negra (Cytisus scoparius)

Pinar de repoblación: este no es autóctono de la zona sino que fue introducido por la mano del hombre recientemente. Fue promovido por la Escuela de Ingenieros de Montes de San Lorenzo de El Escorial con la finalidad de repoblar la ladera de Abantos que se encontraba muy deforestada tras una serie de incendios. La finalidad del mismo era proteger a la ladera de los problemas de erosión acentuada por suelos descubiertos de vegetación. De igual modo se pretendía evitar que dicha erosión y el arrastre de sedimentos ladera abajo colmatara los embalses. Algunos de los ejemplares introducidos son:
- pinos negrales (Pinus pinaster)
- cedros (Cedrus deodara):
- pino silvestre o albar (Pinus sylvestris)
- haya (Fagus sylvatica)
- jaras (Cistus ladanifer, Cistus laurifolius)
- falso plátano (Hacer pseudoplatanus)
- cantueso (Lavandula stoechas pedunculata)
- ciprés de Lawson (Chamaecyparis lawsoniana)
- dedalera (Digitalis thapsi)
- álamo temblón (Populus tremula)
- abedul (Betula pendula)
- quejigo (Quercus faginea)
- castaño (Castanea sativa)
- olmo común (Ulmus minor)

Hongos, líquenes y especies briófitas:
- Hongos: se han podido identificar más de 200 especies en la zona, como por ejemplo el parasol (Macrolepiota procera), la seta coliflor (Sparassis crispa) o la Baeospora myosura.

- Líquenes: existe un amplio inventario de especies de hongos liquenizados principalmente en La Herrería. Algunos ejemplos son la Cladonia fimbriata, la Lobaria scrobiculata y la Lasallia pustulata.

- Briófitos: éstos engloban a los musgos, hepáticas y antóceras que aparecen en los medios desfavorables para plantas vasculares como las rocas o las cortezas de los árboles. Son muy dependientes de la humedad ambiental por su poco desarrollado sistema vascular, y la explicación de la presencia en la zona es debida a la abundancia de precipitaciones

## Importancia histórica
Además de sus atractivos medioambientales y paisajísticos, el paraje posee una gran importancia histórica. Las laderas del Monte Abantos fueron elegidas por el rey Felipe II como solar del Monasterio de El Escorial, obra del siglo XVI. Toda la montaña quedó integrada dentro del Real Sitio, junto con La Herrería, entros otros enclaves próximos al edificio.
Esta formación montañosa toma su nombre del abanto, término con el que se designa a diferentes especies avícolas que, como el buitre negro, el buitre leonado o el alimoche, pertenecen a la familia de los accipítridos. Pese a ello, estas aves prácticamente han desaparecido del Monte Abantos. La montaña también fue conocida, en tiempos de Felipe II, como Buen Monte del Oso, por la abundancia de este animal, hoy ausente de sus laderas.
El bosque de La Herrería, por su parte, era designado antiguamente como Dehesa de las Ferrerías de Fuentelámparas. Fue la primera finca que Felipe II adquirió, en su objetivo de anexionar un amplio territorio de realengo en torno al Monasterio de El Escorial. Pasó a manos de la Corona Española en el año 1562. Su propiedad correspondía a Pedro Gómez de Porres, comendador de la Orden de Santiago que residía en Segovia. 
En La Herrería se hallan dos construcciones de interés. La Silla de Felipe II está labrada sobre una roca de granito que, según la leyenda, era utilizada por el monarca para vigilar las obras del Monasterio de El Escorial. Recientes investigaciones apuntan a que se trata de un altar de ofrendas prerromano. Cerca de este monumento, se encuentra la Ermita de la Virgen de Gracia, lugar de peregrinación durante la Romería de Gracia, considerada la más importante de la Comunidad de Madrid.